# La Matière
Albums de Dominique A
La Musique
(2009) Kick Peplum E.P.
(2009)
La Matière est un album collector de Dominique A accompagnant une édition limitée de La Musique sorti le 6 avril 2009.

## Liste des titres
| No  | Titre                          | Durée |
| --- | ------------------------------ | ----- |
| 1.  | Valparaiso                     |       |
| 2.  | Il ne dansera qu'avec elle     |       |
| 3.  | J'aimerais voir le jour tomber |       |
| 4.  | Bel Animal                     |       |
| 5.  | L'Entretemps                   |       |
| 6.  | Dans l'air                     |       |
| 7.  | Barbara de Kalvalid            |       |
| 8.  | Rendez-vous avec la matière    |       |
| 9.  | Seul le chien                  |       |
| 10. | Tant que j'ai encore une ombre |       |
| 11. | La Vérité                      |       |
| 12. | Fatigué                        |       |